# Fauriella baolocensis
Fauriella baolocensis är en bladmossart som beskrevs av Pierre Tixier 1966. Fauriella baolocensis ingår i släktet Fauriella och familjen Theliaceae. Inga underarter finns listade i Catalogue of Life.